# 日立の樹

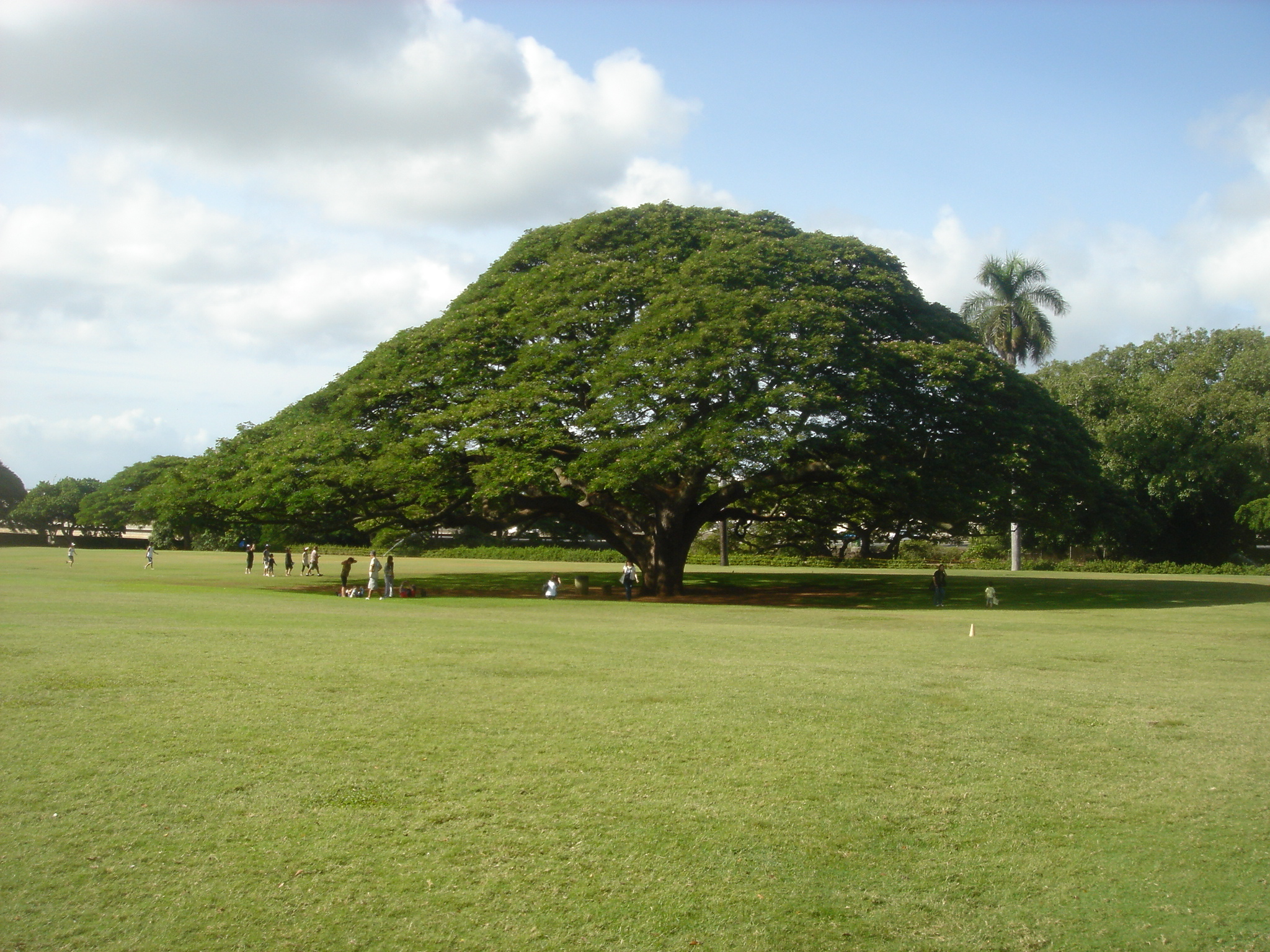
ハワイ・オアフ島にある「モンキーポッド」の日立の樹

日立の樹（ひたちのき）は、日立製作所をはじめとする日立グループを代表するコマーシャルソング（CMソング）および、同曲を使用したテレビCMに登場する大樹の通称である。
本項では、テレビCM、CMソングおよびCMに登場する大樹についてそれぞれ記述する。

## テレビCMについて
以前に使用していた「日立のうた-H.I.T.A.C.H.I.日立」（フォー・コインズ、スリー・グレイセス歌唱。作詞・峠三四郎、作曲・越部信義）に代わる形で、1973年以来、「日立の樹」を使用した日立グループのテレビCMが放送されている。このCMは日立グループ提供番組限定で放送されており、「日立グループの総合力と成長性、事業の幅広さ、力強さ」をイメージする大樹の映像をバックに、日立グループ各社の企業名を表示させるものとなっている（企業名の表示方法などについては後述）。また日立グループでは、CMに登場する大樹そのものも『日立の樹』と称している（詳細は後述）。
このCMが誕生したきっかけは、日本テレビ系で放送されていた『日立ドキュメンタリー すばらしい世界旅行』（1966年10月放送開始）が1972年に日立製作所一社提供から日立グループ25社の共同提供に移行する際、「コンピューター技術が大樹のように大地に根を伸ばし、その技術がいろいろな花を咲かせ、実を結ぶ」というグループのコンセプトに合致したCMとして制作された。
1975年4月から1997年9月までの22年6か月間に亘り、日曜19:30 - 20:00枠のエンディングで放送されていた為、『笑点』や『サザエさん』などと列ぶ日曜日の終わりの象徴として言及されることもある（→サザエさん症候群）。
なお、2009年4月21日に日立グループ内の企業による不祥事の影響により同日以降の放送が暫くの間休止となり、公共広告機構（現在：ACジャパン）のCMに差し替えられていた。
2024年3月に全国ネットで日立一社提供だった『日立 世界・ふしぎ発見!』がレギュラー放送を終了、ローカル番組の『Rising Reysol』も同時期に日立の樹のCMの放映を終了し、日立の樹のCMを流すレギュラー番組は消滅したが、同年11月9日に『世界ふしぎ発見!』が特番として復活し、約7か月ぶりに日立の樹のCMが放映された。また『Rising Reysol』においても、石崎日梨が新MCに就任した2025年1月26日を機に復活したが、同年4月からは、同時期に開幕した大阪・関西万博で日立がプラチナパートナーとなる「フューチャーライフ万博・未来の都市」のパビリオン宣伝に充てられているため休止している。

### 放送される番組
以下に示す各番組は「日立グループ」名義の提供となっているが、「日立の樹」CM以外は原則として日立製作所本社のCMが放送される。
以下の番組情報は、2025年4月現在のものである。
レギュラー放送中
- Rising Reysol（千葉テレビ放送 第4日曜19:00 - 19:30）：柏レイソルの応援番組。不明 - 2024年3月、2025年1月 - 3月（4月以降当面休止）。

不定期放送
- 日立3ツアーズ選手権（テレビ朝日）：年に1回（12月）、同選手権の中継が行われる際にのみ放送される。
- 都市対抗野球大会（JWAY）：日立製作所の中継が行われる際にのみ放送される（第9代CM）。グループ企業の表示なしバージョンの放送
- 日立 世界・ふしぎ発見!スペシャル（TBS系）（第9代CM）

過去の放送
- 日本テレビ系 日曜19:30 - 20:00枠
  - 日立ドキュメンタリー すばらしい世界旅行：1973年4月 - 1990年9月（第1代CM - 第7代CM）
  - 日立 地球トライアル・紳助の日立地球トライアル：1990年10月 - 1991年12月（第7代CM）
  - 日立 あしたP-KAN気分!：1992年1月 - 1994年3月（第7代CM）
  - 投稿!特ホウ王国・1億3000万人の投稿!特ホウ王国2：1994年5月 - 1997年9月（第7代CM）
  - プロ野球日曜ナイター巨人戦中継：1975年4月 - 1997年9月（第2代CM - 第7代CM）
  - 24時間テレビ 「愛は地球を救う」：1978年、1985年、1987年、1992年 - 1997年（第2代CM、 第6代CM、第7代CM）

- 日立 世界・ふしぎ発見!（TBS系 土曜21:00 - 21:54）：1997年10月 - 2024年3月（第7代CM - 第9代CM）
- 星の詩（フジテレビ 土曜23:55 - 24:00）：2007年10月 - 2008年9月（第9代CM）

### CMの変遷
第1代CM（1973年 - 1975年）
実際の木を撮影したものではなく、アニメーションが採用された（イメージにマッチした木が見つからなかったためという）。
このアニメで描かれた木を伊藤に見せたときのスタッフとのやりとりから、楽曲の歌詞が生まれている（後述）。
秒数は30秒だった。ナレーションは仲村秀生が担当。
第2代CM（1976年 - 1979年）
この代から秒数が60秒、映像が実写となり、ハワイ・オアフ島のモンキーポッドが初登場。また、エンド部直下部に「『今日』が日立のテーマです。」と表示されるようになった。
第3代CM（1979年 - 1980年）
ハワイ・ハワイ島のマンゴーを撮影。
第4代CM（1981年 - 1982年）
シンガポール北部のバニヤンツリーを撮影。この代のみ「『今日』が日立のテーマです。」の表示がエンド部直上部に変更された。
第5代CM（1982年 - 1984年）
ロサンゼルス・オレンジカウンティのカリフォルニアオークを撮影。この代から冒頭に日立マークと併用で表示された「HITACHI」のロゴが入り、「『今日』が日立のテーマです。」と表示されなくなった。
第6代CM（1984年 - 1989年）
第2代CMで使用されたハワイ・オアフ島のモンキーポッドが再登場（以後、現行の第9代CMまで続く）。ナレーションは当初第5代CMのものが引き続き使われていた。当初はフィルム撮影だったが、1987年頃からVTR撮影に変更された。
1986年4月からエンド部が「システムの日立グループ」の表示から「システムとエレクトロニクスの日立グループ」のサブスローガンに変更され、それに伴い、ナレーションも変更された。
第7代CM（1989年 - 2001年3月24日）
CMソングがリニューアル（前述）。CM映像が2種類存在する。この代から冒頭の映像右上に「HITACHI」のロゴが表示されるようになり、当初は日立マークと併用で表示されたが、1991年後半から現行の「HITACHI」ロゴ単独表示のものに変更された。またこの代からエンド部の「日立グループ」の書体が変更された。
公式ホームページ「日立の樹オンライン」で公開されているものには歌詞テロップが追加表示され、社名スクロールがカットされているが、実際のテレビ放送では他の代と同様、歌詞テロップは表示されておらず、社名スクロールが流れていた。
1995年4月からエンド部下部に「私たち日立グループは柏レイソルを応援しています。」、1999年4月から日立の樹オンラインへのリンクが表示されるようになった。
2000年4月からエンド部の「システムとエレクトロニクスの日立グループ」の表示が「HITACHI Inspire the Next」に変更され、それに伴い、ナレーションも変更された。
1998年に日立の樹のアレンジコンテストが行われており、優秀賞に選ばれた2作品の楽曲を使った別映像のCMが1999年1月から3月まで流されていた。
第8代CM（2001年3月31日 - 2005年1月29日）
CMソングは第7代CMと変わらないが、CM及び社名スクロールのパターンが5種類に増えた。ナレーションは佐藤ひろしが担当。2000年4月以降に放送された第7代CMのものが引き続き使われている。
第9代CM（2005年2月5日 - 2024年3月30日、2024年11月9日、2025年1月26日 - ）
CMソングのアレンジを全面リニューアル（前述）。ナレーションは歌手・作詞家・作曲家・音楽プロデューサーで多数のCMナレーションを手がける小田切大が担当。この代からハイビジョンで製作され、地上デジタル放送ではハイビジョン・5.1chサラウンドでCMを見ることができる。アナログ放送では画面の上下に黒帯が出るレターボックスで表示された。最も長く使用されていたバージョン。
2010年4月からCM及び社名スクロールのパターンが6パターンとなった。また、「樹と光編」と「虹編」の2種類が存在している。なお、それぞれ映像や歌の冒頭や歌い終わりが若干異なる。また、2017年4月からエンド部下部の表記が「私たち日立グループは柏レイソルとサンロッカーズ渋谷を応援しています。」に変更された。
放送開始された時期はエンド最下部の表示が「日立グループは愛・地球博にパビリオン出展します。」になっていた。
2011年の東日本大震災発生後にはナレーションとテロップを差し替えた特別バージョンが放送されていた。この特別バージョンはエンド部下部の表示がなかった。
2021年7月から12月までエンド部が左側に地球、中央に「HITACHI Inspire the Next」のサブスローガン、下部に「日立グループはプリンシパル・パートナーとしてCOP26を支援しています。」が表示されるものに変更されていた。
2024年11月9日の日立 世界・ふしぎ発見!スペシャルでは2回放映されたが、1回目は「日立グループは大阪・関西万博　未来社会ショーケース「未来の都市」のプラチナパートナーです。」、2回目は「日立グループは柏レイソルを応援しています。」となっていた。
2025年3月22日の特番では、日立 世界・ふしぎ発見!スペシャルでは、9代目CMの「樹と光編」と「虹編」がそれぞれ放映された。放映順は、放映開始後一番最初のCMとして「樹と光編」が流れ、レギュラー放送時に放映されていた時間帯に「虹編」が流れた。なおエンド下部テロップは「虹編」が「日立グループは、大阪・関西万博未来社会ショーケース「未来の都市」のプラチナパートナーです」で、「樹と光編」が1995年4月から2000年4月と同じく「日立グループは柏レイソルを応援しています。」（日立の樹オンラインへのリンクはなし）だった。

### ナレーションの変遷
第1代CM
「みんなが集まって、みんなが持ち寄って、新しい物を作ろうと思っています。あなたを取り巻く問題が、日立のテーマです。」
第2代CM - 第4代CM
「みんなが集まって、みんなが持ち寄って、新しい物に取り組んでいます。『今日』が、日立のテーマです。」
第5代CM - 第6代CM
「みんなが集まって、みんなが持ち寄って、新しい物に取り組んでいます。システムで考える日立グループです。」
第6代CM - 第7代CM
「みんなが集まって、みんなが持ち寄って、新しい物に取り組んでいます。システムとエレクトロニクスの日立グループです。」
第7代CM - 第9代CM
「人に、社会に、次の時代に、新しい風を吹き込んでいきます。Inspire the Next 日立グループです。」
第9代CM（特別版）
「東日本大震災により被災された方々に心よりお見舞いを申し上げます。『技術を通じて社会に貢献する』創業以来、日立が守りつづけてきた企業理念です。日立は、いま、被災地の復興を全力で支援していくとともに、日立グループの技術と知恵をひとつにして、これからも、人の暮らしや社会のためにできることを着実に行ってまいります。」

### グループ企業の表示について
日立グループの企業数はあまりにも多く（連結子会社でも900社超、持分法適用会社まで含めれば1000社を超える）、1度のCM放映では全てを網羅し切れないため、パターン分けによってカバーしている。また、第7代CMの時期は最後に「日立グループN社（国内N社 海外N社）」と途中まで表示していたが、1999年10月から廃止されており、従来通りの表示に戻された。
他社との合弁企業（ルネサスエレクトロニクス、エルピーダメモリ（現在：マイクロンメモリジャパン）、三菱日立ホームエレベーター、日立GEニュークリア・エナジー、三菱日立製鉄機械（現在：プライメタルズ テクノロジーズ）、三菱日立パワーシステムズ（現在：三菱パワー）、ジョンソンコントロールズ日立空調、など）は表示されていなかったが、2019年12月現在のCMには日立GEニュークリア・エナジーが筆頭に表示されている。
日立の樹オンラインの「日立グループ会社の紹介」ではCMで表示されている社名を見ることができる。

## CMソングについて
歌い出しに由来する『この木なんの木』の別名でも知られる。2005年から現行のバージョンは第9代（楽曲のアレンジとしては第3代）。以前のバージョンは公式サイトである「日立の樹オンライン」で見ることができる。
日立グループをイメージする楽曲として日立グループ提供のテレビ番組のCMソングとして使用され、イベント等のパレードに日立が参加する際にも使用される。愛・地球博の日立グループ館の紹介映像にもこの曲が使われた。日立が広告を出している大阪市の通天閣でも毎日正午にこの楽曲が流れるほか、同社の山手工場・臨海工場・旧多賀工場（現在：日立グローバルライフソリューションズ多賀事業所）（いずれも茨城県日立市）などの事業所においても、昼休み等に流している場所がある。日立のカスタマーサポート窓口に電話で問い合わせた際には、保留音としてこの楽曲が流れる。
この曲は1972年にCMが制作される際に小林亜星に作曲を委嘱し、作詞は小林の紹介により伊藤アキラに委嘱して制作されたものであるが、伊藤にCMに用いる木のイラストを見せて、楽曲のイメージを伝えた際、伊藤が「この木は、なんという木ですか?」「どんな木なのですか?」「どこにあるのですか?」と質問したのに対し、スタッフは「わかりません」「知りません」とばかり答えた。当時イメージにマッチした木が見つからなかったため、アニメーションで描かれた木が用いられることとなっており、そのモデルとなる実在の木もなかったのである。このときのやり取りから、「この木なんの木」で始まる特徴的な歌詞が生まれたという。
1989年10月21日にはCM曲の刷新にあわせて日本コロムビアからシングルCDとしても発売された。一時期、日立製のau携帯電話に着信メロディ（着メロ）として収録されていたこともあった。
2007年2月21日には第9代CMの歌手であるINSPiの歌唱による着うたの配信が開始された。INSPi版の着うた売上は同年4月時点で5万ダウンロードを突破している。
なお、メインスポンサーが日立製作所であるJリーグ・柏レイソルのサポーターは試合前にこの曲を歌うことがある。この際、サポーターは「スポンサーへの感謝の意」として日立マークなどが入ったゲートフラッグを掲示する。日立もCMの終わりにレイソルのスポンサーであることを示すテロップを表示している（後述）。
この曲とは別に日立製作所の社歌も存在する（都市対抗野球大会に日立製作所硬式野球部が出場したときに、応援団が社歌を歌う）。
日立製作所創業地の茨城県日立市にある明秀学園日立高等学校は高校野球の応援テーマとして本曲を使用している。

### 歌唱
- 朝コータロー、ヒデ夕木、シンガーズ・スリー（第1代CM - 第6代CM）
- ヒデ夕樹、朝礼志、杉並児童合唱団、伊集加代子、和田夏代子（第7代CM - 第8代CM）
- Natural Crayon（『あなたが歌う！CMソング「日立の樹」アレンジコンテスト』ポップス部門グランプリ受賞[10]CM、1999年）
- INSPi（第9代CM）
  - 第1代CMは朝コータローがメインボーカル、第2代CM - 第6代CMは朝コータローが1番、ヒデ夕木が2番・4番を、第7代CM・第8代CMはヒデ夕樹がメインボーカル、第9代CMは奥村伸二（INSPi）。なお、朝コータローと朝礼志は同一人物である。
  - 公式サイト「日立の樹オンライン」では楽譜が紹介されているが、これは第1代CM - 第6代CMまでのキーであるイ長調によるもの。第7代・第8代CMはト長調に、第9代CMはロ長調にそれぞれ移調されている。
  - 第8代CMまでは合唱曲であったが、第9代CMはア・カペラにアレンジが大きく変更されている。
  - 第7代CM - 第8代CMについて、CMでは使用されていないが、小林によるリミックスバージョンが存在する。
  - この曲は通信カラオケ主要3機種（DAM、UGA、JOYSOUND）にも収録されている。なお、3機種とも曲名が「この木なんの木」となっており、3機種とも第7代・第8代CMのバージョンである。
  - CMで用いられているのはいわゆる「Aメロ」の部分だけである（日立の樹オンラインに掲載されている楽譜も「Aメロ」のみ）だが、ヒデ夕樹の歌唱にはCMに登場しない「Bメロ」や「サビ」を含んだフルバージョンが存在する。

### 収録されたCD
- 「CMの達人 小林亜星とアストロミュージック 傑作CM音楽集」：2002年9月26日発売（第1代CM - 第6代CMと中国語版CMソング収録）
- 「小林亜星CMソングアンソロジー」：2002年9月26日発売（第1代CM - 第6代CMソング収録）
- 「この木なんの木」（シングル）：1989年10月21日発売[11]（第7代CM - 第8代CMソング収録）
- 「人間みな兄弟 小林亜星CMソングリミックス集」：2001年10月21日発売（第7代CM - 第8代CMソングのリミックスバージョン収録）
- 「ヒデ夕樹 スーパー・ベスト〜海のトリトン/人造人間キカイダー〜」：2005年7月20日発売（第7代CM - 第8代CMソングと第7代CM - 第8代CMソングのリミックスバージョン収録）
- 「Natural Crayon」：2006年2月1日発売[12]（『あなたが歌う！CMソング「日立の樹」アレンジコンテスト』ポップス部門グランプリ受賞CMソング収録）
- 「心と耳にのこるCMのうた」：2007年9月5日発売（第7代CM - 第8代CMソング収録）
- 「この歌だれの歌 氣になる歌」：2007年11月14日発売（第9代CMソング収録）：但し、CMとは違い、アカペラではない。
- 「小んなうた 亞んなうた 小林亜星楽曲全集 コマーシャルソング編」：2019年8月7日発売（第1代CM - 第6代CM・第9代CMソング[注 23]）

歌詞・楽譜や歴代CMの動画は、外部リンクの「日立の樹オンライン」を参照。

### CMソングの編集
テレビCMでは時間枠が決められており、CMソングを制作する際はその要請に応じてフルサイズとは別にそれぞれの時間に対応したTV用の音源が用意される。「日立の樹」も例外ではない。
「日立の樹」の歌詞には様々な形態があるが、公式サイトには4コーラスからなる形がフルコーラスとして提示されており、ここでは各コーラスの歌詞の配列はこれに準拠する。
オリジナルの「日立の樹」は1973年4月24日に録音され、第1代CMには4番のみの30秒用、第2代CMから第6代CMまでは1番、2番、4番からなる60秒用の音源が使用された。
第7代CM・第8代CMではBメロやサビ、間奏などを含んだ新録音のフルサイズ音源からイントロと1番・3番・2番（繰り返し）に相当する部分、そしてコーダの末尾をそれぞれ抜き出して編集したものをTV用音源とした。現在のCMで間奏部分が聴けるものは存在しない。
第9代CMは歌詞が16年ぶりにオリジナルの60秒用の形態（PC用、「樹と光編」は2010年4月まで）に回帰したが、2010年4月から「樹と光編」でも「虹編」で使用されている1番・2番・4番（繰り返し）からなる60秒用のTV用音源が使用される。
ちなみに、カラオケで歌うことが出来るのはフルサイズバージョンであり、間奏も入っている。
歌詞・楽譜や歴代CMの動画は、外部リンクの「日立の樹オンライン」を参照。

## 大樹『日立の樹』について
日立グループでは、CMに登場する大樹のことも『日立の樹』と称している。長期に渡って使用されているモンキーポッドが有名だが、上述の通り1973年の第1代CMでは映像にアニメーションが採用されていたほか、別の木をあしらったCMが存在する。
最も有名な『日立の樹』は、ハワイ・オアフ島にあるモンキーポッドの大樹であり、1975年の第2代CMで用いられた後、マンゴーの木等に変更されたが、その後も視聴者の要望で1984年の第6代CM以降は一貫してこのモンキーポッドが使用されている。この木は、ワイキキから車で30分ほどのダニエル・K・イノウエ国際空港に程近いモアナルア・ガーデンという公園にある。同公園には『日立の樹』と同種の木が多数ある。
2006年現在、ジョン・フィリップ・ダモンの個人所有地だが、無料開放され、CMの撮影場所やハワイの観光名所としてツアー客等が訪れる。2007年にも身売りないし州政府に移管される計画があったが、いまや日立のイメージブランドにもなっていることから、日立が公園を管理する地元企業と年間約40万ドル（約4800万円）で営業目的での独占的撮影権を締結した。しかし、公園に関わる費用は年間60万USドルに上り、日立製作所からの収入を上回るとみられている。2009年には、増収も兼ねて日本人観光客向けの売店ができた。
この木は広大な土地に立つ一つの大樹に見えるが、実際には高速道路に面したそれほど広くない公園内にあり、ほとんど似た形状の複数の木の中の一本でありどれがCMの木か探すのに苦労する。CMの木にはゴミ箱が置かれていないため、それで区別ができる。CM撮影時には高速道路が写らないよう、また孤高の1本に見えるアングルを探して収録が行われた。
- 種類：モンキーポッド
- 樹齢：約120年
- 高さ：25m
- 幅：40m

なお、日立の樹事務局によると歴代の大樹の正確な場所は現在では不明とのこと。
CM以外でテレビに登場することはほとんどないが、2010年10月23日に放送された『日立 世界・ふしぎ発見!』の25周年スペシャルでは、出演者一同がモアナルア・ガーデンを訪れ、日立の樹の前で番組撮影を行った。

### モンキーポッド
- 学名：サマネア・サマン
- 俗名：アメリカネム（合歓）、サマンの木、レインツリー（Rain tree）

モンキーポッドとは、猿がその実を好んで食べることから付いた名。podはえんどう豆などの「さや」の意味を表す英語である。ネムノキに似た花をつけ、ネムノキ同様に光によって葉が閉じたり開いたりするため俗にアメリカネムとも呼ばれる（モンキーポッドはマメ科サマネア属、ネムノキはマメ科ネムノキ属）。主な産地は中南米、西インド諸島など。日の陰る雨降りの日には葉が閉じることから、レインツリー（雨降りの木）の異名がある。
日本でも栽培キットの入手が可能である。日立チェーンストールでフェアが開催された際、栽培キットが販促品としてプレゼントされたこともあった。

### イメージ画像としての採用
ハワイのモンキーポッドの、裾を広げた独特のシルエットは、日立グループとしてのイメージ画像として用いられる例が複数ある。
- 日立から1990年代に発売されたワークステーションの中には、システム起動時にこの樹木のCGが表示されるものがあった。また、かつては日立製パソコンの店頭用デモ画像に使用されていた。
- パソコンのマニュアルに印刷されている「再生紙」マークに使用されている[16]。
- 日立総合病院（茨城県日立市）の診察券にデザインされている。また、日立総合病院の患者図書室の愛称は「モンキーポッド」である[17]。
- 日立のハイビジョンテレビ「Wooo」のインテリジェント・オート高画質機能を搭載した機種では、この樹を模した「エコ効果メーター」が搭載されている[18]。
- 日立製のソフトウェア（JP1など）では、ソフトウェアの情報を表示するアイコンに「日立の樹」として使用されている。
- 日立チェーンストールや家電量販店で開催されるフェアは、歌詞から「きになる日立のきになるフェア」と題して開催され、日立の樹が描かれたPOPなどが店頭に掲示される。

現在、日立の製品CMでは、最後に流れる「Inspire the Next」サウンドロゴをバックに『日立の樹』のイメージ画像が登場する。

### 日立単独提供番組
- 日立ドキュメンタリー すばらしい世界旅行
- 日立テレビシティ：1984年10月から1986年3月まで、TBS系土曜22時枠で放送された。
- 日立 世界・ふしぎ発見!
- Rising Reysol

### 競合他社の楽曲
- 明るいナショナル（松下電器）:『世界・ふしぎ発見!』と同じTBS系列の『ナショナル劇場』を中心に、松下一社提供の番組でオープニングキャッチとして放送されていた。
- 光る東芝の歌（東芝）:こちらも『世界・ふしぎ発見!』と同じTBS系列の『東芝日曜劇場』を中心に、東芝一社提供の番組でオープニングキャッチとして使用されていた。

### 他の企業グループ楽曲
- 世界の恋人：日産グループ。1984年10月から1999年まで、テレビ東京系列土曜21:00 - 21:54枠のエンディング（現在「日立の樹」が放送されている時間帯）で放送されていた。